# Dressel 1

Desenho esquemático de uma Dressel 1B

Por Dressel 1 entende-se que é uma das formas de ânforas classificadas por Heinrich Dressel (arqueólogo Alemão).
Esta forma de Dressel também é conhecida por:
- Peacok: classe 3, 4 ou 5
- Kilcher: Grupo 2
- Óstia XX
- Camuloduno 181
- Callender 1
- Pascual 1

## Características
São estas ânforas tardo-republicanas destinadas ao transporte de vinhos  da Campânia (maioritariamente), do Lácio e da Etrúria. Terão por sua vez esporadicamente transportado outros produtos, nomeadamente azeitonas  e outras conservas, do tipo marinho, nomeadamente bivalves  ou ainda frutos secos, como a avelã.

## Descrição
Morfologicamente, é evidente a sua proximidade com as ânforas greco-itálicas, contudo, globalmente a Dressel 1 é mais alta e mais estreita, com paredes, asas, bordo e fundo mais fortes e espessos, que lhe conferem um aspecto mais elegante, tornando-a assim mais resistente e consequentemente mais eficaz para o transporte de tão caros produtos em longas viagens.
Todavia, perde este recipiente em capacidade (20-25 l) e ganha em peso (20–25 kg).

## Cronologia
Cronologicamente, este envase itálico poderá surgir no terceiro quartel do século II a.C. ao primeiro quarto do século I d.C., geralmente não ultrapassando o reinado de Augusto. Peacock aponta o fim da produção desta forma em fins do primeiro decénio do século I a.C..
Contudo, tal afirmação parece ser contestada, pelos dados obtidos em estações como Haltern, Trier, Camuloduno ou Bures-les-Monts, cuja presença se encontra bem marcada ainda nos primeiros decénios da nossa Era.

## Difusão
Até ao presente momento, encontraram-se somente 12 fragmentos representativos deste tipo de fabrico (grupo 1) no Castro de São Lourenço. No vizinho Monte do Castelo do Neiva (Viana do Castelo) já foram detectados outros fragmentos semelhantes. Assim como dentro do convento bracaraugustano, apresentam-se nas variantes A e B um número relativamente significativo, se atentarmos comparar este com outras formas vinárias, nomeadamente as Dressel 2-4 e as Haltern 70.
A sua presença, apesar de pouco numerosa nos castros da região (ver: cultura castreja) do noroeste peninsular (Galécia), prova que no final da República Romana já se fazia uma importação de vinho a partir da Itália e que a sua distribuição, tal como as cerâmicas campanienses, são fruto de um comércio essencialmente marítimo, que num primeiro momento da romanização se fez sempre ao longo do litoral, com alguma tímida penetração pelos rios mais navegáveis do Rio Douro ao Cabo de Fisterra (A Coruña) passando pelos rio Cávado, rio Lima, rio Minho e Rias Baixas.
Há notícias de um fragmento de um bordo encontrado no Monte Crasto - Airó, (Barcelos). Também foram encontrados fragmentos da variante Dressel 1A no Castro do Coto da Pena (Caminha), na Cividade de Terroso (Póvoa do Varzim), Castelo de Gaia, Castro de Baiza e no Castro da Senhora da Saúde, ambas em Vila Nova de Gaia. Quanto à variante Dressel 1B, encontramo-la também em Terroso e em Âncora (Caminha), além do Castro da Senhora da Saúde ou Monte Murado (ambas em V. N. de Gaia) e no Castro de Sto. Estêvão da Facha, em Ponte de Lima.
Há notícias da sua existência no acampamento militar da Lomba do Canho, Arganil.